# Oqqua
Oqqua [ˈɔqːua] (nach alter Rechtschreibung Orĸua) ist eine wüst gefallene grönländische Siedlung im Distrikt Ammassalik in der Kommuneqarfik Sermersooq.

## Lage
Oqqua liegt an der Südspitze einer kleinen gleichnamigen Insel am Ausgang des Fjord Kangersineq (Kangersikajik).

## Geschichte
Oqqua ist eine der vier als Skjoldungen zusammengefassten Siedlungen. Oqqua wurde zwischen 1938 und 1940 besiedelt. Zwischen 1943 und 1950 lebten zwischen 20 und 37 Personen in Oqqua. Oqqua war der abgelegenste und nördlichste Wohnplatz Skjoldungens und wurde als erster der vier 1950 aufgegeben.